# Calystegia longipes
Calystegia longipes är en vindeväxtart som först beskrevs av S. Wats., och fick sitt nu gällande namn av Richard Kenneth Brummitt. Calystegia longipes ingår i släktet snårvindor, och familjen vindeväxter. Inga underarter finns listade i Catalogue of Life.